# Nati nel 1973/Novembre
| Questa pagina contiene informazioni ricavate automaticamente dalle voci biografiche con l'ausilio del template Bio e di un bot. L'aggiornamento è periodico e automatico e ricostruisce completamente la pagina. Se manca una persona in questa lista, sei pregato di non aggiungerla, ma accertati piuttosto che la sua voce biografica contenga il template Bio e che i dati anagrafici siano correttamente compilati. Se il template Bio manca, inseriscilo tu stesso o, in alternativa, metti l'avviso {{tmp\|Bio}} che ne segnala la mancanza. Se i dati riportati sono sbagliati, correggi direttamente la voce biografica; le modifiche saranno visibili in questa lista entro pochi giorni. Per chiarimenti vedi il progetto biografie. La lista contiene solo le 365 persone che sono citate nell'enciclopedia e per le quali è stato implementato correttamente il template Bio. Pagina aggiornata al 10 ago 2025. |

- 1º novembre - Magdalena Aicega, ex hockeista su prato argentina
- 1º novembre - David Berman, attore statunitense
- 1º novembre - Dawn Burrell, ex lunghista statunitense
- 1º novembre - Fabrizio Carcano, scrittore e giornalista italiano
- 1º novembre - Martín Ferrer, ex cestista spagnolo
- 1º novembre - Antonietta Giongo, ex pentatleta italiana
- 1º novembre - Igor González de Galdeano, dirigente sportivo e ex ciclista su strada spagnolo
- 1º novembre - Geoff Horsfield, allenatore di calcio e ex calciatore inglese
- 1º novembre - Aljaksandr Kul'čy, allenatore di calcio e ex calciatore bielorusso
- 1º novembre - Li Dashuang, ex ginnasta cinese
- 1º novembre - Li Xiaoshuang, ex ginnasta cinese
- 1º novembre - Robert Luketic, regista australiano
- 1º novembre - Aishwarya Rai, attrice, modella e produttrice cinematografica indiana
- 1º novembre - Milan Rastavac, allenatore di calcio e ex calciatore serbo
- 1º novembre - Leonardo Sottani, ex pallanuotista e allenatore di pallanuoto italiano
- 1º novembre - Simon Stewart, ex calciatore inglese
- 1º novembre - Yusaku Ueno, ex calciatore giapponese
- 2 novembre - Ljudmila Arloŭskaja, ex biatleta bielorussa
- 2 novembre - Samir Barać, ex pallanuotista croato
- 2 novembre - David Cooper, ex hockeista su ghiaccio canadese
- 2 novembre - John Hayes, ex rugbista a 15 irlandese
- 2 novembre - Leonardo Moreno, ex calciatore colombiano
- 2 novembre - Alan Morgan, ex calciatore gallese
- 2 novembre - Marisol Nichols, attrice statunitense
- 2 novembre - Joachin Yaw Acheampong, allenatore di calcio e ex calciatore ghanese
- 3 novembre - Silvia Azzoni, danzatrice italiana
- 3 novembre - Julia Channel, attrice cinematografica e ex attrice pornografica francese
- 3 novembre - Armando Evangelista, allenatore di calcio e ex calciatore portoghese
- 3 novembre - Caroline Gedde-Dahl, ex sciatrice alpina norvegese
- 3 novembre - Luca Ghignone, doppiatore e direttore del doppiaggio italiano
- 3 novembre - Barbara Gubellini, autrice televisiva, conduttrice televisiva e giornalista italiana
- 3 novembre - Ana Milán, attrice, conduttrice televisiva e doppiatrice spagnola
- 3 novembre - Patrick Moreau, ex calciatore francese
- 3 novembre - Andy Myers, ex calciatore britannico
- 3 novembre - Ebelio Ordóñez, ex calciatore ecuadoriano
- 3 novembre - Michelle Palmisano, ex cestista statunitense
- 3 novembre - Yacine Slatni, ex calciatore algerino
- 3 novembre - Sticky Fingaz, rapper e attore statunitense
- 3 novembre - Mick Thomson, chitarrista statunitense
- 4 novembre - Paolo Coppola, politico italiano
- 4 novembre - Hugo Costa, ex calciatore portoghese
- 4 novembre - Annamaria Giacometti, ex schermitrice italiana
- 4 novembre - Eran Kolirin, regista e sceneggiatore israeliano
- 4 novembre - Paola Mancini, politica italiana
- 4 novembre - Steven Ogg, attore canadese
- 4 novembre - Jason Shaw, supermodello e attore statunitense
- 4 novembre - Nikos Timotheou, ex calciatore cipriota
- 4 novembre - Nicola Vizzoni, martellista italiano
- 4 novembre - Renārs Vucāns, ex calciatore e ex giocatore di calcio a 5 lettone
- 5 novembre - Christian Alverdi, ex calciatore lussemburghese
- 5 novembre - Dušan Bocevski, ex cestista macedone
- 5 novembre - Fabrizio Bosso, trombettista italiano
- 5 novembre - Gadi Brumer, ex calciatore sudafricano
- 5 novembre - James Collins, ex cestista statunitense
- 5 novembre - Johnny Damon, ex giocatore di baseball statunitense
- 5 novembre - Albert Espinosa, scrittore, regista e sceneggiatore spagnolo
- 5 novembre - Aleksej Jašin, ex hockeista su ghiaccio russo
- 5 novembre - Marco Magni, pallamanista italiano
- 5 novembre - Eliseo Martín, ex siepista spagnolo
- 5 novembre - Koos Moerenhout, dirigente sportivo e ex ciclista su strada olandese
- 5 novembre - Francisco Mosquera, ex calciatore colombiano
- 5 novembre - Astou Ndiaye, ex cestista e allenatrice di pallacanestro senegalese
- 5 novembre - Bosco Ntaganda, militare e criminale di guerra della Repubblica Democratica del Congo
- 5 novembre - Simone Salvati, ex snowboarder italiano
- 5 novembre - Nichole Van Croft, modella e attrice statunitense († 2018)
- 5 novembre - Gavin Wilkinson, ex calciatore neozelandese
- 6 novembre - Pål Christian Alsaker, calciatore norvegese
- 6 novembre - Petar Arsić, ex cestista serbo
- 6 novembre - David Giffin, ex rugbista a 15 australiano
- 6 novembre - Susan Downey, produttrice cinematografica e produttrice televisiva statunitense
- 6 novembre - Thomas Lièvremont, ex rugbista a 15 e allenatore di rugby a 15 francese
- 6 novembre - Darius Maciulevičius, ex calciatore lituano
- 6 novembre - Roland Zajmi, ex calciatore albanese
- 7 novembre - Kellon Baptiste, calciatore grenadino († 2012)
- 7 novembre - Arnaud Boiteau, cavaliere francese
- 7 novembre - Catê, calciatore brasiliano († 2011)
- 7 novembre - Cédric Fleureton, triatleta francese
- 7 novembre - Christian Ginepro, attore, scrittore e regista italiano
- 7 novembre - Dan Houser, autore di videogiochi britannico
- 7 novembre - Yunjin Kim, attrice sudcoreana
- 7 novembre - Martín Palermo, allenatore di calcio e ex calciatore argentino
- 7 novembre - Kiran Rao, produttrice cinematografica, regista e sceneggiatrice indiana
- 7 novembre - Massimiliano Zoggia, designer italiano
- 8 novembre - Frédéric Brando, ex calciatore francese
- 8 novembre - Dante Calabria, ex cestista e allenatore di pallacanestro statunitense
- 8 novembre - Roberto Chiappara, allenatore di calcio e ex calciatore italiano
- 8 novembre - Florence Foresti, attrice francese
- 8 novembre - Iñigo Idiakez, allenatore di calcio e ex calciatore spagnolo
- 8 novembre - František Kaberle, ex hockeista su ghiaccio ceco
- 8 novembre - Dennis Lota, calciatore zambiano († 2014)
- 8 novembre - Jesse Marsch, allenatore di calcio e ex calciatore statunitense
- 8 novembre - Sven Mikser, politico estone
- 8 novembre - Jennifer O'Connor, cantautrice statunitense
- 8 novembre - Marta Rezoagli, ex cestista italiana
- 8 novembre - JT the Bigga Figga, rapper e produttore discografico statunitense
- 8 novembre - Miodrag Vukotić, allenatore di calcio e ex calciatore montenegrino
- 8 novembre - Mar Xantal, ex cestista spagnola
- 8 novembre - Takahiro Yoshikawa, pianista giapponese
- 8 novembre - Marat Zakirov, ex pallanuotista russo
- 9 novembre - Éric Boullier, imprenditore e dirigente sportivo francese
- 9 novembre - Ilaria Bugetti, politica italiana
- 9 novembre - Víctor Cordero, ex calciatore costaricano
- 9 novembre - William Hut, cantante norvegese
- 9 novembre - Nick Lachey, cantante e attore statunitense
- 9 novembre - Trick-Trick, rapper statunitense
- 9 novembre - Gabrielle Miller, attrice canadese
- 9 novembre - Théodore Zué Nguéma, calciatore e allenatore di calcio gabonese († 2022)
- 9 novembre - Volker Ordowski, ex ciclista su strada tedesco
- 9 novembre - Dale Saunders, ex calciatore trinidadiano
- 9 novembre - Vladislav Tkačëv, scacchista francese
- 9 novembre - Maija Vilkkumaa, cantautrice finlandese
- 9 novembre - Zīsīs Vryzas, dirigente sportivo e ex calciatore greco
- 10 novembre - Jacqui Abbott, cantante britannica
- 10 novembre - Miroslav Baranek, ex calciatore ceco
- 10 novembre - Patrik Berger, ex calciatore ceco
- 10 novembre - Iain Brambell, canottiere canadese
- 10 novembre - Mattia Collauto, dirigente sportivo e ex calciatore italiano
- 10 novembre - Robert Gulya, compositore ungherese
- 10 novembre - Gregory Haughton, ex velocista giamaicano
- 10 novembre - Li Qun, ex cestista e allenatore di pallacanestro cinese
- 10 novembre - Triantafyllos Machairidīs, ex calciatore greco
- 10 novembre - Marco Rodríguez, allenatore di calcio e ex arbitro di calcio messicano
- 10 novembre - David Watson, allenatore di calcio e ex calciatore inglese
- 10 novembre - Bruno Zanchi, ex mountain biker italiano
- 10 novembre - Hülya Şenyurt, ex judoka turca
- 11 novembre - Stephanie Bice, politica statunitense
- 11 novembre - Tibor Dombi, ex calciatore ungherese
- 11 novembre - Marco Foderà, fumettista italiano
- 11 novembre - Mirsad Hibić, ex calciatore bosniaco
- 11 novembre - Ante Jurić, allenatore di calcio, ex calciatore e giocatore di beach soccer australiano
- 11 novembre - Jay Kristoff, scrittore australiano
- 11 novembre - Orly Levy-Abekasis, politica, modella e conduttrice televisiva israeliana
- 11 novembre - Chris McKay, regista, montatore e effettista statunitense
- 11 novembre - Tommaso Nannicini, economista e politico italiano
- 11 novembre - Ariel Roberto Pereyra, ex calciatore argentino
- 11 novembre - Şevval Sam, attrice e cantante turca
- 11 novembre - Jason White, chitarrista e bassista statunitense
- 11 novembre - Andre Woolridge, ex cestista statunitense
- 12 novembre - Oren Aharoni, allenatore di pallacanestro, dirigente sportivo e ex cestista israeliano
- 12 novembre - Nasser Al-Khelaïfi, imprenditore, dirigente sportivo e politico qatariota
- 12 novembre - Sandra Azón, velista spagnola
- 12 novembre - Ibrahim Ba, allenatore di calcio e ex calciatore francese
- 12 novembre - Simone Bauer, schermitrice tedesca
- 12 novembre - Francesco Clementini, ex calciatore italiano
- 12 novembre - Stephan Enter, scrittore olandese
- 12 novembre - Francisco Esteche, ex calciatore paraguaiano
- 12 novembre - Janina Frostell, cantante e modella finlandese
- 12 novembre - Mayte Garcia, ballerina, cantante e attrice statunitense
- 12 novembre - Egil Gjelland, biatleta norvegese
- 12 novembre - Stéphane Glas, ex rugbista a 15 e allenatore di rugby a 15 francese
- 12 novembre - Gerard Greene, giocatore di snooker britannico
- 12 novembre - Ralph Intranuovo, ex hockeista su ghiaccio canadese
- 12 novembre - Manlio Messina, politico italiano
- 12 novembre - Filippo Messori, ex tennista italiano
- 12 novembre - Radha Mitchell, attrice australiana
- 12 novembre - Paul Ratcliffe, ex canoista britannico
- 13 novembre - Lynsey Addario, fotoreporter statunitense
- 13 novembre - Derrick Alexander, ex giocatore di football americano statunitense
- 13 novembre - David Auradou, ex rugbista a 15 francese
- 13 novembre - Jordan Bridges, attore statunitense
- 13 novembre - Gianfranco Butinar, conduttore radiofonico, imitatore e comico italiano († 2025)
- 13 novembre - John DeSantis, attore canadese
- 13 novembre - Mirko Dolcini, politico e avvocato sammarinese
- 13 novembre - David Embé, ex calciatore camerunese
- 13 novembre - Dan Fallows, ingegnere, dirigente sportivo e progettista britannico
- 13 novembre - Steve Hamer, ex cestista statunitense
- 13 novembre - Ari Hoenig, batterista statunitense
- 13 novembre - Abdoulaye Mbaye, ex calciatore senegalese
- 13 novembre - Sergio Nazzaro, scrittore e giornalista italiano
- 13 novembre - Rudolf Otepka, ex calciatore ceco
- 13 novembre - Mario Savi, ex rugbista a 15 e dirigente sportivo italiano
- 13 novembre - Jason Simontacchi, ex giocatore di baseball statunitense
- 13 novembre - Özlem Tokaslan, attrice turca
- 13 novembre - Paulo dos Santos, ex calciatore capoverdiano
- 14 novembre - Piero Bitetti, politico italiano
- 14 novembre - Moka Only, rapper canadese
- 14 novembre - Caterina Deregibus, attrice italiana
- 14 novembre - Federico Garcín, ex cestista uruguaiano
- 14 novembre - Adina Howard, cantante statunitense
- 14 novembre - Lawyer Milloy, ex giocatore di football americano statunitense
- 14 novembre - Anna Murínová, biatleta slovacca
- 14 novembre - Jared Prickett, ex cestista statunitense
- 14 novembre - Brede Skorve, ex calciatore norvegese
- 14 novembre - Dana Snyder, attore e comico statunitense
- 14 novembre - Andrew Strong, cantante irlandese
- 14 novembre - Mark Sultan, musicista e produttore discografico canadese
- 14 novembre - Milaine Thériault, ex fondista canadese
- 14 novembre - Paulo Turra, allenatore di calcio e ex calciatore brasiliano
- 14 novembre - Markus Werba, baritono austriaco
- 14 novembre - Yüksel Şanlı, lottatore turco
- 15 novembre - Mahammatkodir Abdoollayev, pugile uzbeko
- 15 novembre - Roberto Aguirre-Sacasa, sceneggiatore, drammaturgo e fumettista nicaraguense
- 15 novembre - Duo Idea, comico e musicista italiano
- 15 novembre - Vegar Hoel, attore norvegese († 2021)
- 15 novembre - Sydney Tamiia Poitier, attrice statunitense
- 15 novembre - Lilian Popescu, allenatore di calcio e ex calciatore moldavo
- 15 novembre - Albert Portas, allenatore di tennis e ex tennista spagnolo
- 15 novembre - Jan Řehula, triatleta ceco
- 15 novembre - Rashed Hassan Saeed, ex calciatore emiratino
- 15 novembre - Arianna Scommegna, attrice italiana
- 15 novembre - Robert Sycz, ex canottiere polacco
- 15 novembre - Rachid Ziar, ex maratoneta algerino
- 15 novembre - Abdullah Zubromawi, ex calciatore saudita
- 16 novembre - Mathieu Bozzetto, ex snowboarder francese
- 16 novembre - Dong Zhaozhi, ex schermidore cinese
- 16 novembre - Ramón Gato, ex pallavolista cubano
- 16 novembre - Ben Handlogten, ex cestista e allenatore di pallacanestro statunitense
- 16 novembre - Lucrecia Hernández Mack, medico e politica guatemalteca († 2023)
- 16 novembre - Christian Horner, dirigente sportivo e ex pilota automobilistico britannico
- 16 novembre - Veldin Karić, ex calciatore croato
- 16 novembre - Adie Mike, ex calciatore inglese
- 16 novembre - Jude Monye, ex velocista nigeriano
- 17 novembre - Wayne Black, ex tennista zimbabwese
- 17 novembre - Simone Edwards, cestista e allenatrice di pallacanestro giamaicana († 2023)
- 17 novembre - Sakae Esuno, fumettista giapponese
- 17 novembre - Kerry Godliman, attrice e comica britannica
- 17 novembre - Andreas Hedlund, musicista svedese
- 17 novembre - Maurizio Lombardi, attore e regista teatrale italiano
- 17 novembre - Lord Infamous, rapper statunitense († 2013)
- 17 novembre - Fatma Omar, sollevatrice egiziana
- 17 novembre - Alessandro Papotto, compositore, arrangiatore e flautista italiano
- 17 novembre - Mange Schmidt, rapper svedese
- 17 novembre - Bernd Schneider, procuratore sportivo e ex calciatore tedesco
- 17 novembre - Thomas Sier, ex giocatore di calcio a 5 olandese
- 17 novembre - Pól Thorsteinsson, ex calciatore faroese
- 17 novembre - Aleksej Urmanov, ex pattinatore artistico su ghiaccio russo
- 18 novembre - Sergej Grišin, ex calciatore russo
- 18 novembre - Jonnie Irwin, conduttore televisivo, scrittore e dirigente d'azienda britannico († 2024)
- 18 novembre - Darko Kovačević, dirigente sportivo e ex calciatore serbo
- 18 novembre - Milan Lach, vescovo cattolico slovacco
- 18 novembre - Lasse Olsen, allenatore di calcio e ex calciatore norvegese
- 18 novembre - Shiho Onodera, ex calciatrice giapponese
- 18 novembre - Maria Zervou, attrice, doppiatrice e direttrice del doppiaggio greca
- 19 novembre - Prince Koranteng Amoako, ex calciatore ghanese
- 19 novembre - Billy Currington, cantante e scrittore statunitense
- 19 novembre - Luigi Ferrigno, scenografo italiano
- 19 novembre - Savion Glover, ballerino, coreografo e attore statunitense
- 19 novembre - Cristian Iannuzzi, politico italiano
- 19 novembre - André Lenz, ex calciatore tedesco
- 19 novembre - Jamir Miller, ex giocatore di football americano statunitense
- 19 novembre - Cédric Pillac, schermidore francese
- 19 novembre - Franck Renou, ex calciatore francese
- 19 novembre - Ryukishi07, scrittore e disegnatore giapponese
- 19 novembre - Takahiro Sunada, maratoneta e ultramaratoneta giapponese
- 19 novembre - Kenji Ōshiba, ex calciatore giapponese
- 20 novembre - Lorena Berdún, personaggio televisivo spagnolo
- 20 novembre - Simone D'Andrea, doppiatore e direttore del doppiaggio italiano
- 20 novembre - Álex Falcón, ex cestista e allenatore di pallacanestro portoricano
- 20 novembre - Fabio Galante, ex calciatore italiano
- 20 novembre - Francesca Giovannetti, attrice italiana
- 20 novembre - Neil Hodgson, pilota motociclistico britannico
- 20 novembre - Masaya Honda, ex calciatore giapponese
- 20 novembre - Dario Iaia, politico italiano
- 20 novembre - Silke Lichtenhagen, ex velocista tedesca
- 20 novembre - Giuseppe Loconsole, attore italiano
- 20 novembre - Amel Mujčinovič, ex calciatore bosniaco
- 20 novembre - Sira Rego, politica spagnola
- 20 novembre - Saverio Giovanni Rocca, giocatore di football americano e giocatore di football australiano australiano
- 20 novembre - Daniel Schnider, ex ciclista su strada svizzero
- 20 novembre - Maurice Steijn, allenatore di calcio e ex calciatore olandese
- 20 novembre - Emanuele Tresoldi, allenatore di calcio e ex calciatore italiano
- 21 novembre - Jorge Azcón, politico e avvocato spagnolo
- 21 novembre - Fabio Cinetti, ex calciatore italiano
- 21 novembre - Danny Kanell, ex giocatore di football americano statunitense
- 21 novembre - Nicolas Dikoumé, ex calciatore camerunese
- 21 novembre - Nate Erdmann, ex cestista statunitense
- 21 novembre - Justin Fitzpatrick, ex rugbista a 15 e allenatore di rugby a 15 irlandese
- 21 novembre - Cyd Gray, ex calciatore trinidadiano
- 21 novembre - Hussam Abu Safiya, palestinese
- 21 novembre - Brook Kerr, attrice statunitense
- 21 novembre - Angelo Pagotto, allenatore di calcio e ex calciatore italiano
- 21 novembre - Andrea Pezzi, imprenditore e conduttore televisivo italiano
- 21 novembre - Inés Sastre, ex modella e attrice spagnola
- 21 novembre - Silvio Simac, attore e artista marziale croato
- 21 novembre - Cristina Zavalloni, cantante e compositrice italiana
- 22 novembre - Fabrizio Campanelli, compositore italiano
- 22 novembre - Cassie Campbell, ex hockeista su ghiaccio canadese
- 22 novembre - Alexandra Fusai, ex tennista francese
- 22 novembre - Souleymanou Hamidou, ex calciatore camerunese
- 22 novembre - Oleg Lïtvïnenko, calciatore kazako († 2007)
- 22 novembre - Stephen Lobo, attore canadese
- 22 novembre - Joe Nieves, attore statunitense
- 22 novembre - Marco Pollini, regista, sceneggiatore e produttore cinematografico italiano
- 22 novembre - Alessandro Spugna, allenatore di calcio italiano
- 22 novembre - Chad Trujillo, astronomo statunitense
- 23 novembre - Cho Hyun-doo, ex calciatore sudcoreano
- 23 novembre - Afo Dodoo, ex calciatore ghanese
- 23 novembre - Indrit Fortuzi, ex calciatore albanese
- 23 novembre - Grégory Malicki, ex calciatore francese
- 23 novembre - Kieran O'Brien, attore britannico
- 23 novembre - Evans Wise, ex calciatore trinidadiano
- 23 novembre - Claudia Zwiers, ex judoka olandese
- 24 novembre - J. C. Chandor, regista e sceneggiatore statunitense
- 24 novembre - Paola Cortellesi, attrice, comica e sceneggiatrice italiana
- 24 novembre - Martino Melis, allenatore di calcio e ex calciatore italiano
- 24 novembre - Hamlet Vladimiri Mxit'aryan, ex calciatore armeno
- 24 novembre - Suzan Najm Aldeen, attrice siriana
- 24 novembre - Danielle Nicolet, attrice statunitense
- 24 novembre - Sébastien Pérez, ex calciatore e giocatore di beach soccer francese
- 24 novembre - Salvo Rinaudo, scrittore e sceneggiatore italiano
- 25 novembre - Joe Cassano, rapper italiano († 1999)
- 25 novembre - Mara Galeazzi, ballerina italiana
- 25 novembre - Yoel García, ex triplista cubano
- 25 novembre - Yatil Green, ex giocatore di football americano statunitense
- 25 novembre - Steven de Jongh, dirigente sportivo e ex ciclista su strada olandese
- 25 novembre - Luca Martin, ex rugbista a 15 e allenatore di rugby a 15 italiano
- 25 novembre - Martin Rettl, ex skeletonista austriaco
- 25 novembre - Eddie Steeples, attore statunitense
- 25 novembre - Erick Strickland, ex cestista statunitense
- 26 novembre - Andrea Camata, ex cestista italiano
- 26 novembre - Jonathan Caouette, regista e attore statunitense
- 26 novembre - Elisa Casanova, ex pallanuotista e nuotatrice italiana
- 26 novembre - Peter Facinelli, attore statunitense
- 26 novembre - Nunzio Falco, allenatore di calcio e ex calciatore italiano
- 26 novembre - Magnus Karlsson, chitarrista e polistrumentista svedese
- 26 novembre - Jerry McCullough, ex cestista, allenatore di pallacanestro e dirigente sportivo statunitense
- 26 novembre - Ri Hyok-chol, ex calciatore nordcoreano
- 26 novembre - Clelia Sarto, attrice tedesca
- 26 novembre - Reiko Takagi, doppiatrice giapponese
- 26 novembre - John Zimmerman, ex pattinatore artistico su ghiaccio statunitense
- 27 novembre - Tadanobu Asano, attore giapponese
- 27 novembre - Sharlto Copley, attore sudafricano
- 27 novembre - Patrizia Finucci Gallo, scrittrice e giornalista italiana
- 27 novembre - Samantha Harris, conduttrice televisiva statunitense
- 27 novembre - Murat Jumakeyev, ex calciatore kirghiso
- 27 novembre - Evan Karagias, wrestler statunitense
- 27 novembre - Lutricia McNeal, cantante statunitense
- 27 novembre - Gina Miles, cavallerizza statunitense
- 27 novembre - Janne Oinas, ex calciatore finlandese
- 27 novembre - Jon Runyan, politico e giocatore di football americano statunitense
- 27 novembre - Twista, rapper statunitense
- 27 novembre - Guido Winkmann, arbitro di calcio tedesco
- 27 novembre - Vladimir Zelenko, medico ucraino († 2022)
- 28 novembre - Iñaki Barrenetxea, ex ciclista su strada spagnolo
- 28 novembre - Dmitrij Vladimirovič Belogolovcev, ex ballerino russo
- 28 novembre - Kinoko Nasu, scrittore, sceneggiatore e autore di videogiochi giapponese
- 28 novembre - Jade Puget, chitarrista statunitense
- 28 novembre - Robert Smedley, ingegnere britannico
- 28 novembre - Gina Tognoni, attrice statunitense
- 28 novembre - Donatas Vencevičius, allenatore di calcio e ex calciatore lituano
- 29 novembre - João Alexandre Santos Vilacova, ex calciatore portoghese
- 29 novembre - Lorenzo Bernini, filosofo italiano
- 29 novembre - Eric Cárdenas, ex cestista panamense
- 29 novembre - José Manuel Colmenero, ex calciatore spagnolo
- 29 novembre - Ryan Giggs, dirigente sportivo, allenatore di calcio e ex calciatore inglese
- 29 novembre - Fredrik Norrena, allenatore di hockey su ghiaccio e ex hockeista su ghiaccio finlandese
- 29 novembre - Ascanio Pacelli, conduttore televisivo, conduttore radiofonico e attore italiano
- 29 novembre - Gabi Rockmeier, ex velocista tedesca
- 29 novembre - Birgit Rockmeier, ex velocista tedesca
- 29 novembre - Claudio Rojas, ex calciatore e ex giocatore di calcio a 5 guatemalteco
- 30 novembre - Nimród Antal, regista, attore e sceneggiatore statunitense
- 30 novembre - Mikaela Calcagno, giornalista e conduttrice televisiva italiana
- 30 novembre - Christian, wrestler canadese
- 30 novembre - Fab Filippo, attore, scrittore e regista canadese
- 30 novembre - Giulia Franzoso, doppiatrice, direttrice del doppiaggio e attrice italiana
- 30 novembre - Michaël Goossens, ex calciatore belga
- 30 novembre - Igor Jovićević, allenatore di calcio e ex calciatore croato
- 30 novembre - Angélica Ksyvickis, cantante, conduttrice televisiva e attrice brasiliana
- 30 novembre - Andrea e Michele, conduttore radiofonico italiano
- 30 novembre - Seth Morrison, sciatore statunitense
- 30 novembre - Kai Røberg, ex calciatore norvegese
- 30 novembre - David Roditi, allenatore di tennis e ex tennista messicano
- 30 novembre - Shi Zhao Huang, pilota motociclistico cinese
- 30 novembre - Jim Stolze, scrittore e imprenditore olandese
- 30 novembre - Ian Wynne, canoista britannico